# Август Вилхелм Карл фон Харденберг
Август Вилхелм Карл фон Харденберг (на немски: August Wilhelm Karl Graf von Hardenberg; * 26 декември 1752 в Хановер; † 30 януари 1824 в Хановер) е от 1778 г. граф на Харденберг, хановерски оберхауптман и висш дворцов служител в Кралство Вестфалия.
Той е големият син на Ханс Ернст фон Харденберг (1729 – 1797) и съпругата му Анна Елеонора Катарина фон Вангенхайм (1731 – 1786), вдовица на генерал-майор Йохан Георг фон Илтен (1688 – 1749), дъщеря на дворцовия маршал Август Вилхелм фон Вангенхайм и племенница на генерал Георг Август фон Вангенхайм (1706 – 1780).
Август Вилхелм Карл фон Харденберг следва право в университет Гьотинген (1772 – 1775) и през 1775 г. става канцлер-аудитор в дворцовия съд в Хановер. През 1779 г. той е „дрост“ на Хоя и 1795 г. оберхауптман на Ротенкирхен (днес в Айнбек). През 1797 г. той е дворцов хауптман в Хановер и 1806 г. също вице-обер-щалмайстер.
След завладяването на Наполеон Бонапарт през 1807 г. той трябва да започне служба във Вестфалия, където се намират всичките му собствености. Той става префект на департамент Фулда и държавен съветник, по-късно и крон-грос-ловен майстер и грос-церемониален майстер на Кралство Вестфалия.
През 1813 г. кралството Вестфалия е прекратено и той се оттегля в частния си живот.
През 1818 г. пруският крал Фридрих Вилхелм III му дава „Ордена на Червения орел“ 1. класа и го прави пруски таен съветник и 1821 г. пруски камерхер.
На 26 август 1800 г. Август Вилхелм Карл фон Харденберг купува за 280 000 талер имението „Фордерхаус“ Харденберг от втория си братовчед, по-късния пруски държавен канцлер княз Карл Август фон Харденберг.
Август Вилхелм Карл фон Харденберг умира на 71 години на 30 януари 1824 г. в Хановер. Наследен е от по-малкия му брат Ернст Кристиан Георг Август фон Харденберг.

## Фамилия
Август Вилхелм Карл фон Харденберг се жени на 30 юни 1780 г. за графиня Мариана фон Шлибен (* 1 януари 1762; † 2 септември 1846 в Улерсдорф), дъщеря на граф Фридрих Карл фон Шлибен (* 1726) и Каролина Луиза фон Вангенхайм (* 1739). Те имат децата:
- Каролина Аделхайд Кристиана фон Харденберг (* 19 март 1784, Хановер; † 25 септември 1867, Улерсдорф), омъжена на 30 април 1809 г. за граф	Александер ле Камус фон Фюрстенщайн († 30 ноември 1824)
- Ханс Карл фон Харденберг (* 19 март 1784; † 28 юни 1807 при Хайлсберг)
- Ханс Карл Георг Лудвиг фон Харденберг (* 3 май 1786; † 28 юни 1807 в Заалфелд)
- Тереза Мариана Амалия Елизабет фон Харденберг (* 8 ноември 1788; † 1 юни 1867)
- Емма Луиза Клера Фридерика фон Харденберг (* 1796; † 4 август 1853), омъжена 1822 г. за Кристиан Хайнрих Август фон Харденберг-Ревентлов (* 19 февруари 1775, Хановер; † 16 септември 1841, Хамбург), син на княз Карл Август фон Харденберг (1750 – 1822) и внук на генерал-фелдмаршал Кристиан Лудвиг фон Харденберг (1700 – 1781).
- Алфред Фридрих Август фон Харденберг (* 1 юли 1797 в Хановер; † 17 май 1808 в Харденберг)